# Jerzy I Pobożny
Jerzy I Pobożny (ur. 10 września 1547, zm. 7 lutego 1596) – landgraf Hesji-Darmstadt od 1567 r.

## Życiorys
Jerzy był najmłodszym spośród licznych synów landgrafa Hesji Filipa Wielkodusznego i Krystyny, córki księcia Saksonii Jerzego Brodatego. Urodził się w czasie gdy jego ojciec pozostawał w niewoli cesarskiej i po śmierci matki w 1549 r. trafił na wychowanie na dwór elektora saskiego Maurycego. Po uwolnieniu ojca wrócił do Hesji. Studiował na uniwersytecie w Marburgu.
Początkowo nie był przewidziany do objęcia rządów w Hesji, jednak wskutek konfliktu pomiędzy najstarszym bratem Wilhelmem a ich ojcem, ten ostatni zmienił swój testament dzieląc swoje księstwo pomiędzy czterech dorosłych synów z pierwszego małżeństwa. I tak, po śmierci ojca w 1567 r. Jerzy otrzymał stosunkowo skromny fragment ojcowizny nazwany później Hesją-Darmstadt (obejmującą m.in. górne hrabstwo Katzenelnbogen). Zapoczątkowany wówczas podział Hesji okazał się trwały, linia na Darmstadt panowała tu do 1918 r. W 1568 r. bracia potwierdzili podział Hesji, ustalając jednak wspólną kontrolę nad niektórymi instytucjami (m.in. nad uniwersytetem w Marburgu). Po bezpotomnej śmierci brata Filipa brał udział w podziale jego księstwa i otrzymał wówczas m.in. Homburg. 
W okresie swego panowania Jerzy skoncentrowany był na wewnętrznych sprawach swego księstwa. Troszczył się o rolnictwo, m.in. zaprowadzając uprawę winorośli. Dbał ogromnie o kwestie gospodarki, doprowadzając kraj do rozkwitu i zapełniając skarbiec, a także rozwój szkolnictwa. Zaangażował się mocno w akcję budowlaną, m.in. rozbudowując swoją siedzibę w Darmstadcie. 
Po śmierci Jerzego doszło do kolejnego podziału księstwa pomiędzy jego trzech synów. 

## Rodzina
Jerzy w 1572 r. poślubił Magdalenę, córkę hrabiego Lippe Bernarda VIII. Ze związku tego pochodziło dziesięcioro dzieci, z czego do wieku dojrzałego dorośli:
- Ludwik V Wierny (1577-1626), landgraf Hesji-Darmstadt,
- Krystyna (1578-1596), żona Fryderyka Magnusa, hrabiego Erbach,
- Elżbieta (1579-1655), żona Jana Kazimierza, hrabiego Nassau-Saarbrücken-Gleiberg,
- Filip (1581-1643), landgraf Hesji-Butzbach,
- Anna (1583-1631), żona Albrechta Ottona, hrabiego Solms-Laubach,
- Fryderyk (1585-1638), landgraf Hesji-Homburg.

Magdalena zmarła w 1587 r., a w 1589 r. Jerzy ponownie się ożenił, z Eleonorą, córką księcia Wirtembergii Krzysztofa. Z tego małżeństwa pochodził tylko jeden syn, zmarły w dzieciństwie.